# Менталіст
Менталіст (англ. The Mentalist) — американський телесеріал, який транслювався на каналі CBS з 23 вересня 2008 року по 18 лютого 2015 року. Загалом упродовж 7 сезонів було випущено 151 епізод. В Україні серіал транслювався на каналах «1+1», «СТБ», «ОЦЕ ТБ», «Сонце», «НТН» та «К1» (озвучено студією «Так Треба Продакшн»).

## Сюжет
Головний герой Патрік Джейн (його роль виконує Саймон Бейкер), дотепний і приголомшливий психолог-практик і маніпулятор, який у минулому завдяки своїм умінням видавав себе за медіума, екстрасенса і ясновидця, а ще раніше заробляв як фокусник та ілюзіоніст. Тепер він допомагає Каліфорнійському бюро розслідувань у розкритті різних злочинів. Він категорично заперечує, що магія існує, і доводить, що все це спритність рук і спостережливість. Додаткова лінія — пошук маніяка «Червоного» Джона, який колись убив дружину та доньку Патріка Джейна за те, що той надто хизувався своїми здібностями ясновидця та насміхався з маніяка в телевізійному ефірі.

## Головні та другорядні ролі

### Головні ролі
- Патрік Джейн (Саймон Бейкер) — головний герой серіалу, менталіст. Джейн зростав поряд із нестабільним батьком, який був шахраєм і виховував сина у традиціях циркового життя. Пізніше Патрік познайомився зі своєю дружиною, яка також походила з такого оточення, і вони вирішили покинути цей спосіб життя. Патрік, уже навчений про основні характерні риси людей та їхню поведінку своїм батьком, покращив ці знання і почав заробляти на життя своєї родини тим, що вдавав із себе ясновидця. Джейн необережно повівся під час одного з інтерв'ю і дозволив собі образити серійного вбивцю — «Червоного» Джона, який не витерпів зухвальства Джейна і вбив його дружину та дочку. Після цього Патрік вирішує зловити вбивцю своєї родини і йде на роботу до КБР (Каліфорнійське бюро розслідувань), де він стає партнером агента Лісбон. Джейн ніколи її не слухається, але попри це вони стали дуже близькими друзями, а Лісбон намагається не дозволити Джейну, у випадку, якщо вони зловлять «Червоного» Джона, вбити його.
- Тереза Лісбон (Робін Танні) — агент КБР, подруга Патріка Джейна, голова підрозділу КБР, що розслідує вбивства. Попри те, що Патрік часто набридає Терезі, вона завжди готова захистити його у будь-якій ситуації. Вона цінує його як учасника команди, оскільки Патрік, за допомогою своїх спостережень, здогадується, хто є винним у тому чи іншому злочині. Лісбон — єдина людина, котрій Джейн довіряє і на яку він може покластись. Її команду було призначено на справу «Червоного» Джона, але коли Джон не дає про себе знати, вони розслідують інші злочини.
- Вейн Рігсбі (Оуен Ємен) — агент КБР, член команди Терези Лісбон, колишній спеціаліст із розслідування підпалів. У Рігсбі виникли почуття до Грейс Ван Пелт, але він не одразу зізнався їй у цьому. З часом вони почали зустрічатись, але таємно, оскільки за статутом КБР працівники однієї команди не мають права бути у романтичних стосунках. Вони змушені припинити свій роман, бо ніхто з них не бажав перевестись в іншу команду. Після розриву стосунків вони залишились друзями та колегами, але з явними ознаками того, що вони хочуть бути разом.
- Кімбелл Чо (Тім Канг) — агент КБР, член команди Терези Лісбон, колишній військовий, а перед тим член вуличного угрупування. Через те, що Чо мав тяжке дитинство, він часто відноситься до дітей із вулиці із приязню. Чо — найкращий друг Рігсбі; у нього чорний гумор та гостре око, що часто допомагає йому у допитуванні підозрюваних. Він часто буває єдиним членом команди, кого Джейн не може обдурити. Чо завжди грає за правилами, але коли небезпека нависає над його командою — він може перетнути цю межу.
- Грейс Ван Пелт (Аманда Ріетті) — агент КБР, найновіший член команди Терези Лізбон, через це її часто дають завдання робити дослідження, переважно використовуючи інформаційні дані та телефонуючи різним особам. Ван Пелт релігійна християнка, але водночас вірить в існування ясновидців. Попри те, що Джейн неодноразово повторював, що таких людей не існує, вона далі сліпо вірить в існування такого дару і переконана, що Джейн боїться своїх сил. Вона мала роман із Рігсбі, але він закінчився через конфлікт інтересів. Після того вона була заручена із агентом ФБР Крейгом О'Лафліном, проте стосунки трагічно завершилися.

### Другорядні ролі
- Грегорі Іцзин — Вірджил Мінеллі
- Террі Кінні — Сем Боско
- Онжаню Елліс — Мадлен Гайтавер
- Леслі Гоуп[en] — Крістіна Фрай
- Джек Плотнік — Брет Патридж
- Ксандер Берклі — шериф Томас Макаллістер
- Ів Бреннер — Нікі Білтмор
- Мекіа Кокс — Трейсі Заніга
- Камрін Граймс — Дінн Прайс
- Маріетт Гартлі — Еліз Вогелсон
- Гелена Картер — багата жінка
- Крістін Мінтер — Шугар

## Виробництво
Реального Каліфорнійського Бюро Розслідувань (КБР) більше не існує під цим ім'ям, воно було об'єднано у 2007 році до виходу шоу і перетворилося в Бюро Розслідувань та Розвідки (БРР). Також у серіалі часто показують вигадані місця, такі як Селінджер Мілл і Ранчо-Роса. Як і більшість американських телесеріалів, сцени «Менталіста» в основному зняті в студії в Лос-Анджелесі, але іноді сцени знімаються в Сакраменто.
15 жовтня 2008 CBS замовив повний сезон серіалу. 20 травня 2009 CBS замовив другий сезон, прем'єра якого відбулася 24 вересня 2009 року в США і 22 вересня на CTV в Канаді, а також 28 вересня 2009 року в Австралії. 19 травня 2010 CBS оголосив, що серіал було продовжено на третій сезон. 18 травня 2011 CBS оголосив, що серіал було продовжено на четвертий сезон. 14 березня 2012 CBS продовжив серіал на п'ятий сезон.

### Концепція
Через здатність головного героя зауважити, здавалося б, незначні деталі, зробити з них висновки і профілі людей, серіал порівнюють з такими серіалами, як Тисячоліття, Доктор Хаус, Теорія брехні, Закон і порядок, Життя як вирок, Монк, Профайлер, Шах і мат і Ясновидець, всі ці шоу, в кінцевому рахунку, ведуть до Артура Конана Дойла і його історій про Шерлока Голмса, причому творець серіалу Бруно Геллер сам сприймає Патріка Джейна як сучасного Шерлока Голмса. Хоча було визнано, що ця концепція не нова, серіал отримав високу оцінку за його «вдумливе виконання».

### Назва епізодів
У назві майже кожного епізоду присутнє слово червоний, кривавий або слова, які характеризують відтінки червоного, що є натяком на «Червоного» Джона.

## Епізоди
| Сезон | Сезон | Епізоди | Час показу (EST)                             | Оригінальна дата показу | Оригінальна дата показу | Дата виходу DVD | Дата виходу DVD  | Дата виходу DVD   | Рейтинг у США                   |
| Сезон | Сезон | Епізоди | Час показу (EST)                             | Прем'єра сезону         | Фінал сезону            | Регіон 1        | Регіон 2         | Регіон 4          | Рейтинг у США                   |
| ----- | ----- | ------- | -------------------------------------------- | ----------------------- | ----------------------- | --------------- | ---------------- | ----------------- | ------------------------------- |
|       | 1     | 23      | Вівторок, 21:00                              | 23 вересня 2008         | 19 травня 2009          | 22 вересня 2009 | 8 березня 2010   | 23 вересня 2010   | 17,52 млн глядачів (6-е місце)  |
|       | 2     | 23      | Четвер, 22:00                                | 24 вересня 2009         | 20 травня 2010          | 21 вересня 2010 | 8 листопада 2010 | 10 листопада 2010 | 15,37 млн глядачів (10-е місце) |
|       | 3     | 24      | Четвер, 22:00                                | 23 вересня 2010         | 19 травня 2011          | 20 жовтня 2011  | 10 жовтня 2011   | 26 жовтня 2011    | 15,24 млн глядачів (9-е місце)  |
|       | 4     | 24      | Четвер, 22:00                                | 22 вересня 2011         | 17 травня 2012          | 18 вересня 2012 | 8 жовтня 2012    | 31 жовтня 2012    | 14,57 млн глядачів (12-е місце) |
|       | 5     | 22      | Неділя, 22:00                                | 30 вересня 2012         | 5 травня 2013           | 17 вересня 2013 | Н/Д              | Н/Д               | 11,82 млн глядачів (24-е місце) |
|       | 6     | 22      | Неділя, 22:00                                | 29 вересня 2013         | 18 травня 2014          | Н/Д             | Н/Д              | Н/Д               | 11,27 млн глядачів (26-е місце) |
|       | 7     | 13      | Понеділок, 21:00 (2014) Середа, 20.00 (2015) | 30 листопада 2014       | 18 лютого 2015          | Н/Д             | Н/Д              | Н/Д               | 11,81 млн глядачів (25-е місце) |